# David Paterson
Pour les articles homonymes, voir Paterson.
David Alexander Paterson, né le 20 mai 1954 à Brooklyn (New York), est un homme politique américain, membre du Parti démocrate. Lieutenant-gouverneur de l'État de New York, il devient gouverneur de cet État en 2008 à la suite de la démission d'Eliot Spitzer et demeure en fonction jusqu'en 2010.

## Biographie

### Enfance et édudes
Né à Brooklyn, David Paterson est le fils de Basil Paterson, un haut fonctionnaire et ancien sénateur de l'État de New York, ancien premier adjoint au maire de New York, Ed Koch, et ancien secrétaire d'État de l'État de New York. 
Il est diplômé en histoire et en droit.
Quasiment aveugle, David Paterson doit sa cécité à une infection contractée durant son enfance. Si son œil gauche est complètement aveugle, il garde une très faible vision de son œil droit qui lui permet de s'adonner à la lecture pendant de très brèves périodes.

### Carrière politique
David Paterson travaille au service du procureur de New York, dans le quartier de Queens. En 1985, âgé de 31 ans, David Paterson est élu au Sénat de l'État de New York où il représente le quartier de Harlem, situé dans le nord de Manhattan. En 1993, il tente sans succès d'être élu au poste d'avocat public de la ville de New York.
En 2002, il est élu chef de la minorité démocrate au Sénat de New York. Apprécié de la classe politique locale, il est décrit comme une « personne affable, facile à vivre », « capable de réconcilier démocrates et républicains » . Il présente notamment des projets de loi sur la recherche sur les cellules souches, sur les énergies alternatives et sur la violence domestique.
En novembre 2006, il est élu lieutenant-gouverneur de l'État de New York, sur le ticket démocrate mené par Eliot Spitzer. Ce dernier doit démissionner après la polémique provoquée par son implication dans une affaire de prostitution. Le 17 mars 2008, Paterson lui succède comme 55e gouverneur de l'État de New York, devenant le premier gouverneur afro-américain de l'État de New York et le premier gouverneur non-voyant des États-Unis. Au titre de gouverneur, il lui revient de nommer la remplaçante au Sénat américain d'Hillary Clinton à la suite de la nomination de celle-ci comme secrétaire d'État des États-Unis (ministre des Affaires étrangères) dans l'administration Obama. Il choisit la représentante Kirsten Gillibrand, la préférant à Andrew Cuomo, alors procureur de l'État de New York 
David Paterson ne se représente pas lors des élections en novembre 2010 et Andrew Cuomo lui succède.

## Vie privée
David Paterson est marié à Michelle Paige Paterson, avec qui il a deux enfants.